# Assas
Assas este o comună în departamentul Hérault din sudul Franței. În 2009 avea o populație de 1.541 de locuitori.

## Evoluția populației
| An        | 1975 | 1982 | 1990 | 1999  | 2006  | 2009  |
| --------- | ---- | ---- | ---- | ----- | ----- | ----- |
| Populație | 506  | 815  | 992  | 1.305 | 1.483 | 1.541 |